# کوه حورب
کوه حورب (הַר חֹרֵב)، کوهی است که براساس سفر تثنیه در کتاب مقدس عبری، موسی ده فرمان را از یهوه دریافت کرد. این کوه در سفر خروج و کتاب‌های پادشاهان با نام «کوه الوهیوم» (عبری: הַר הָאֱלֹהִים‎) نیز توصیف شده است. افزون بر این این کوه با نام تتراگراماتون نیز خوانده می‌شود. در دیگر سطور کتب مقدس، حوادث مزبور در کوه سینا به وقوع پیوستند. با این حال بسیاری از محققان معتقدند که حورب و سینا دو نام برای یک مکان یکسان است. همچنین نظرات دیگری در باب موقعیت جغرافیایی دیگری و متفاوت از این دو مکان نیز وجود دارد.
در پروتستانتیسم، ژان کالون نیز کوه سینا و حورب را در یک موقعیت دانسته و اذعان داشته که بخش شرقی آن کوهس سینا خوانده می‌شده و بخش غربی آن حورب. ابراهیم بن عزرا نیز چنین ایده‌ای را مطرح ساخته که تنها یک کوهستان وجود داشته که شامل دو قله می‌شده که هریک نام‌های متفاوتی داشته‌اند.